# Камінь (Калуський район)
Камі́нь — село в Рожнятівській селищній громаді Івано-Франківської області. Село розташоване за 8 км від центру громади.

## Географія
У селі бере початок потік Виснівка.

## Населення

### Мова
Розподіл населення за рідною мовою за даними перепису 2001 року:
| Мова       | Кількість | Відсоток |
| ---------- | --------- | -------- |
| українська | 1171      | 99.91%   |
| російська  | 1         | 0.09%    |
| Усього     | 1172      | 100%     |

## Історія
В 1597 році Станіслав Жолкевський (орієнтовно з 1588 року він був калуським старостою) надав осадчим (Прокопу Гаврилковичу, Івану Вовковичу та іншим) дозвіл заснувати в урочищі Камінь однойменне село. Згідно з локаційною грамотою (ймовірно, вона була укладена одночасно з грамотою для Ясеня, тобто 20 вересня 1597 року), мешканці нового поселення звільнялися на три роки від сплати податків. Осадчі Каменя набували статусу князів (очільників сільської громади на волоському праві) і отримували право зайняти в селі два лани угідь.
В минулому село мало назву Кам'янистий горб. В давнину тут добували будівельне каміння. Першими жителями були каменярі Рукшинецькі, які брукували дорогу. Недалеко від села знаходиться велика кам'яна брила, з якої лупали каміння.
У 1648 році жителі села брали активну участь у народному повстанні, за що їх очікувала кривава розправа після відходу Хмельницького. 
До першого поділу Речі Посполитої (1772 р.) село належало до Калуського староства Галицької землі Руського воєводства. В 1770 році Камінь входив до Калуської домінії Стрийського циркулу. А в 1854 році село знаходилося в Калуському повіті Стрийського округу.
В 1864 році в селі Камінь була парохіяльна школа, заснована в 1851 році. Вчителем був Сиротюк Григорій. В школу ходило З0 дітей.
А в 1866 році школа стала тривіальною однокласною. В 1913 році в Камені діяла двокласна школа з українською мовою навчання. В школі працювали два вчителі, один з них — поляк.
В 1880 році в селі були 993 особи — усі українці — греко-католики; в 1908 році проживало 1490 осіб. Парохом був Микола Кукурудза. Церква перебувала під цісарським патронатом. В «Шематизмі» за 1914 рік повідомлялося, що в Камені проживало 1483 українці, 7 поляків і 15 жидів. Діяла мосвофільська читальня Качковського, яка нараховувала 62 члени. В 1921 році, вже після першої світової війни, число жителів села значно зменшилось і нараховувалось 1324 чоловік; в 1928—1664 чоловік. Парох — Теодор Чаниш. В 1935 році в Камені було — 1447 українців і 14 євреїв. Село Камінь належало до ґміни Лдзяне.
З 1929 року в селі діяв кооператив «Рідна хата».
У 1939 році в селі проживало 1610 мешканців (1595 українців, 10 латинників і 5 євреїв).
В роки другої світової війни в Камені діяла підпільна партизанська шпиталька, де лікував поранених повстанців лікар Зеленюк (доктор «Пастер»). Тут 5.12.1948 загинули Володимир Лівий “Митар” (референт СБ Карпатського крайового проводу ОУН), Цимбаліста Ліва Дарія “Марта” (друкарка референтури СБ Карпатского крайового проводу ОУН) і Самарик Ольга “Тетяна” (друкарка референтури СБ Калуського окружного проводу ОУН).

## Церква
Церква Святого Архистратига Михаїла вперше згадується 1684 року про сплату 10 злотих катедратика (столового податку). Також згадується у реєстрі духовенства, церков і монастирів Львівської єпархії 1708 року.
У протоколах генеральних візитацій Львівсько-Галицько-Камянецької єпархії 1740—1755 рр. церква Святого Архистратига Михаїла описується як дерев'яна, стара, парох — Теодор Камінський, висвячений у 1700 році єпископом львівським Йосипом Шумлянським, 60 парохіян-господарів.
Зараз наявна у селі церква УГКЦ Святого Архистратига Михаїла — дерев'яна, з 1846 року. Отець — Роман Шлапак. Пам'ятка архітектури місцевого значення № 897. Австрійська армія конфіскувала в серпні 1916 р. у камінській церкві 4 дзвони діаметром 66, 51, 36, 33 см, вагою 150, 63, 23, 19 кг, виготовлені у 1793 році. Після війни польська влада отримала від Австрії компенсацію за дзвони, але громаді села грошей не перерахувала.

## Сьогодення
Зараз в селі — сільська рада (сільський голова — Федорів Дмитро Андрійович), ЗОШ І-ІІ ступенів (директор — Полицька Надія Василівна), ФАП (завідувачка — Неспляк Олеся Олексіївна), клуб (завідувач клубу — Боринець Олександра Іванівна).
В селі працює столярний цех, цех із виготовлення шлакоблоків, заклади торгівлі і громадського харчування.

## Посилання

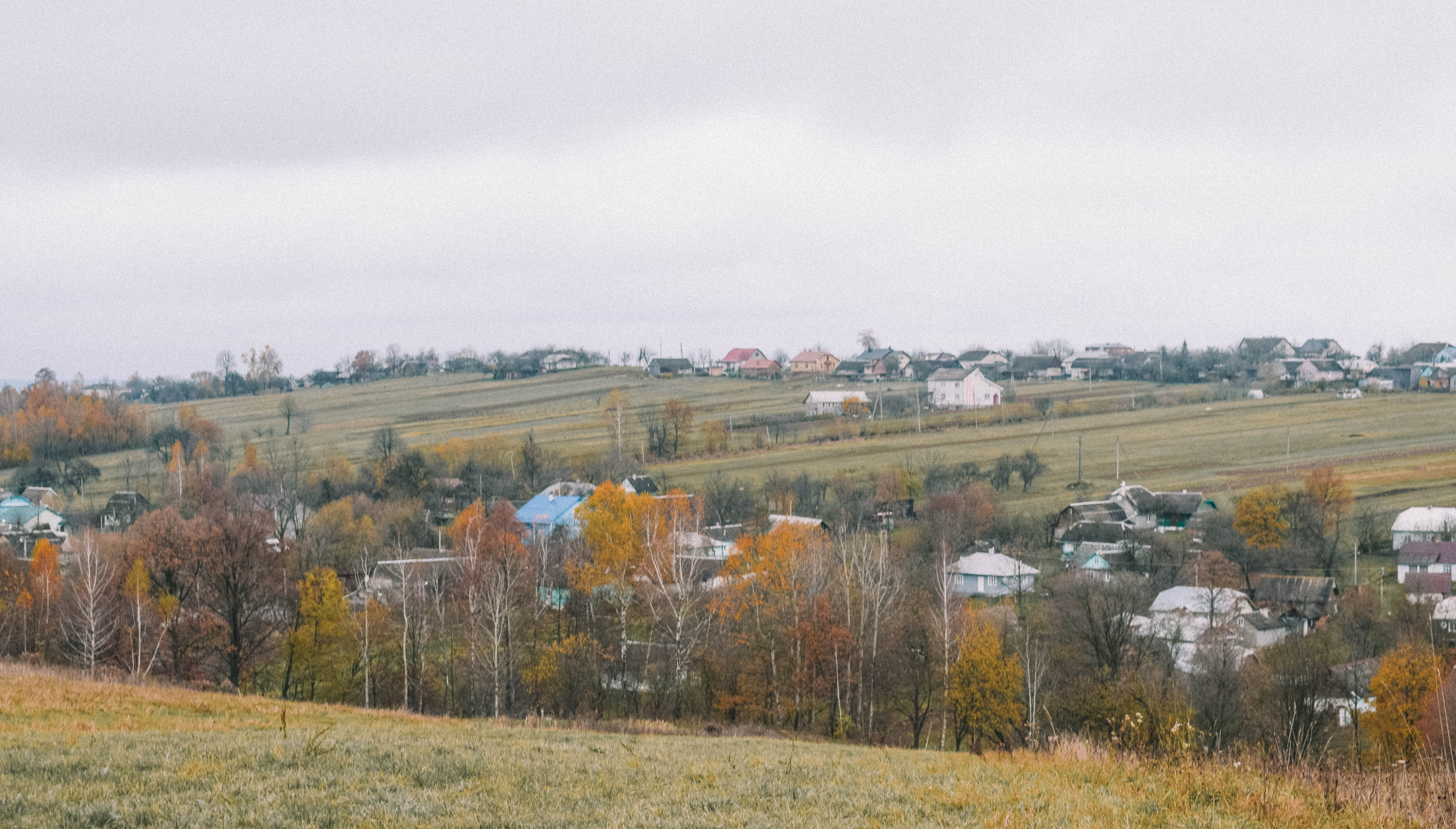
Вид на село

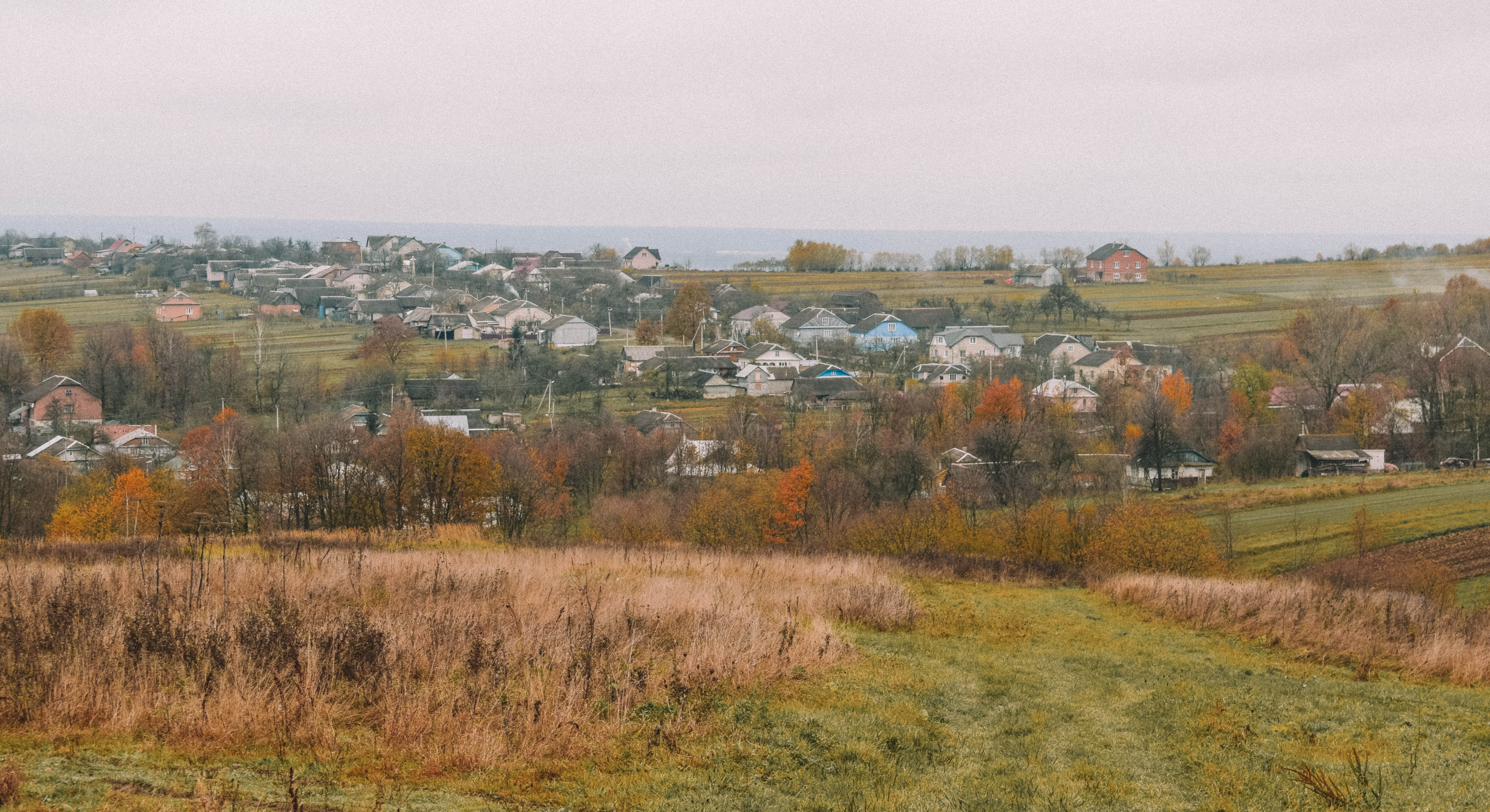
Вид на село

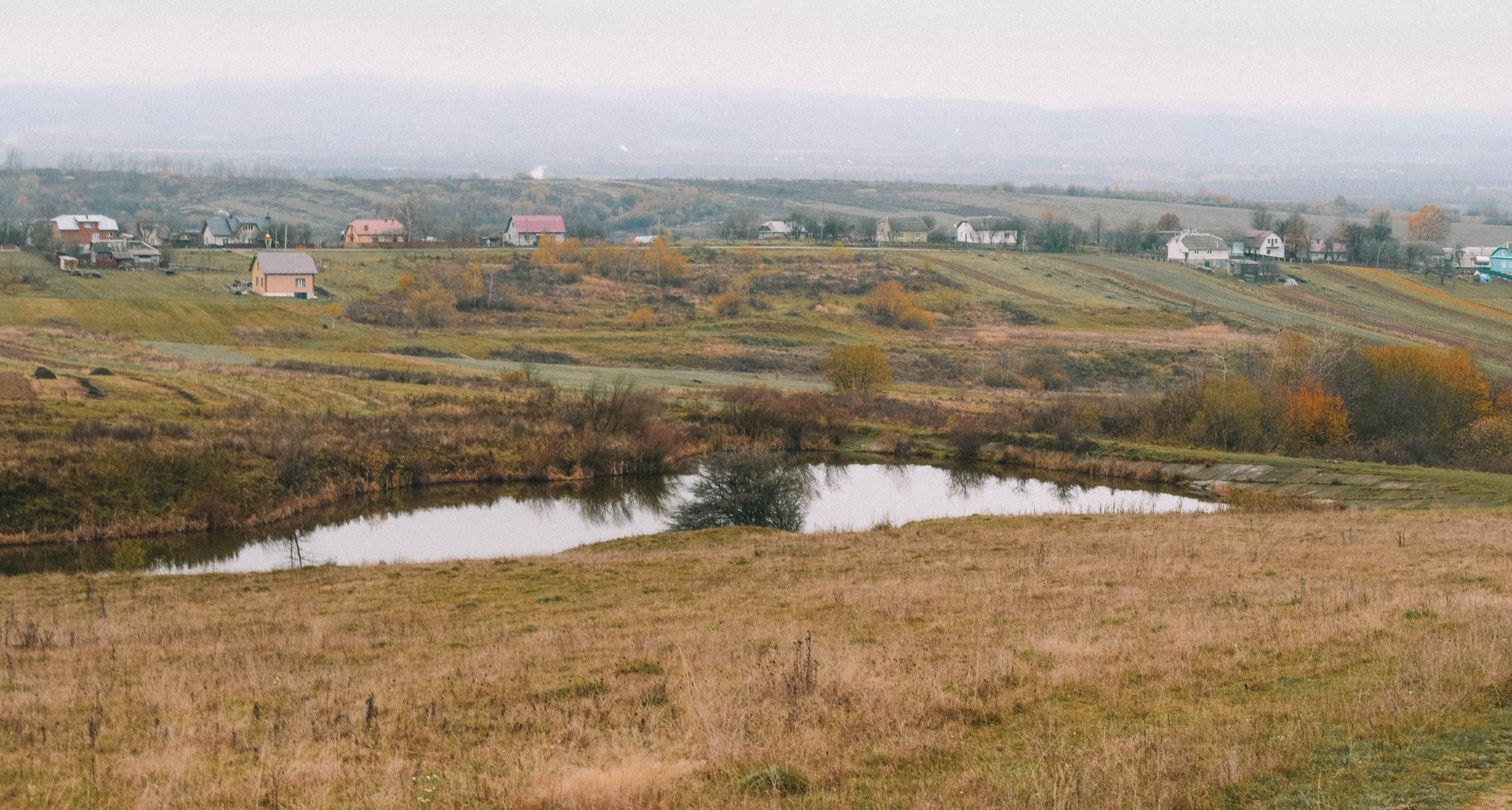
Вид на село став

## Відомі люди
В селі народилася і проживає поетеса, член НСПУ Леся Шмигельська — авторка книжок «Поцілунок літа», «Жінка з осені», «Тепло незвіданих доріг», «Всеобрій».